# Pictures Magazin
Pictures Magazin war eine Zeitschrift für Fotografie. Neben der Präsentation von Fotografen und ihrer Fotografien enthielt das Magazin Anleitungen, Workshops und Hintergrundwissen.
Seit 2009 wurde das Pictures Magazin zehnmal jährlich bei dem Verlag Sonic Media publiziert. Ursprünglich erschien das Magazin als deutsche Übersetzung der gleichnamigen Zeitschrift des Verlags Imagine Publishing.
Sonic Media gehört zur Music Support Group. Die Music Support Group GmbH hat am 30. November 2023 Insolvenzantrag beim Amtsgericht München gestellt. Zu ihr gehören auch die Bildungseinrichtung Akademie Deutsche POP und die filmacademy. Zur Unternehmensgruppe gehören ferner die MSG Beteiligungs- und Verwaltungs-GmbH und die MSG GmbH & Co KG. Alle haben über den Zeitraum November bis Dezember 2023 Insolvenzantrag beim Amtsgericht München gestellt. Die selbstständigen Auslandsgesellschaften der Music Support Group sind nicht betroffen und arbeiten weiter.
Das Magazin erschien in einer Auflage von 32.000 Stück.

## Belege
1. ↑  Herzlich willkommen! – Sonic Media – einfach kreativer! Abgerufen am 17. Dezember 2017.
2. ↑  Pictures: Magazin; mehr Spass am Fotografieren DNB 1024294714
3. ↑  Sonic Media – Insolvenz. Abgerufen am 24. Februar 2024.
4. ↑  PICTURES Mediadaten 2018 (PDF; 2,8 MB)